# Grupo Aéreo Europeo
El Grupo Aéreo Europeo (GAE) es una organización internacional de carácter militar, única e independiente, formada por las Fuerzas Aéreas de 7 países miembros: Alemania, Bélgica, España, Francia, Países Bajos, Italia y Reino Unido. El GAE se centra en mejorar la interoperabilidad entre las Fuerzas Aéreas del GAE y los países socios. Esto se hace mediante la realización de proyectos y estudios para ofrecer soluciones tangibles a los desafíos de interoperabilidad y, como resultado, mejorar las capacidades de la Fuerza Aérea.

## Historia
Los orígenes del GAE se remontan a la Guerra del Golfo de 1991, durante la cual la Real Fuerza Aérea Británica y el Ejército del Aire Francés trabajaron en estrecha colaboración en una serie de operaciones. Posteriormente, las dos Fuerzas Aéreas volvieron a colaborar, esta vez en misiones de apoyo a las fuerzas de las Naciones Unidas en la antigua Yugoslavia y en operaciones aéreas sobre Bosnia-Herzegovina.
Como resultado de estas experiencias, tanto Francia como el Reino Unido se dieron cuenta de que para mejorar su nivel de interoperabilidad, se necesitaba una nueva organización que proporcionara enfoque e impulso. Por este motivo, la decisión de formar el Grupo Aéreo Europeo Franco-Británico (FBEAG) se anunció en la Cumbre de Chartres en 1994 y el FBEAG se inauguró formalmente en una ceremonia conjunta en la que participaron el Presidente de Francia Jacques Chirac y el Primer ministro del Reino Unido John Major en 1995. Desde el principio, la palabra "Europeo" se incluyó en el título de la organización, para permitir que otras naciones se unieran a la iniciativa.
A medida que evolucionó el FBEAG, se decidió que se invitaría a otras naciones a convertirse en miembros "corresponsales", lo que se convirtió en el catalizador de un acuerdo más permanente. Italia se convirtió en el primer país en solicitar la adhesión, al que pronto le seguirán otros, y el 1 de enero de 1998, el nombre del FBEAG se cambió por el de "European Air Group" (EAG). Poco después, el nuevo edificio de la sede fue inaugurado formalmente en la Base aérea de la Real Fuerza Aérea Británica en High Wycombe en junio de 1998 por el Secretario de Estado de Defensa del Reino Unido, George Robertson, quien al año siguiente se convirtió en el Secretario General de la OTAN.
El nuevo GAE fue respaldado formalmente por los Ministros de Defensa de Francia y el Reino Unido, Alain Richard y George Robertson, quienes firmaron conjuntamente el Acuerdo Intergubernamental el 6 de julio de 1998. Esta fecha marca el punto de inicio formal del GAE, que se expandió rápidamente bajo un acuerdo adicional firmado el 16 de junio de 1999 para permitir la adhesión de nuevos miembros y alcanzar su composición actual de siete países miembros: Bélgica, Francia, Alemania, Italia, Países Bajos, España y Reino Unido.

## Organización
El GAE está gobernado por el Grupo Directivo (SG) del GAE, compuesto por el Jefe de Estado Mayor del Ejército del Aire de cada uno de los siete países miembros. Se reúnen una vez al año para proporcionar orientación y dirección sobre todos los asuntos relacionados con el GAE.
Cuenta con una plantilla de 30 personas (24 Oficiales y 6 Suboficiales) en su sede en High Wycombe, Reino Unido. Son responsables de la ejecución y coordinación de las actividades de EAG en pos de los objetivos de la organización.
El GAE está dirigido por el director del GAE (DEAG), cargo que ocupa el Jefe de Estado Mayor del Ejército del Aire de uno de los siete países miembros. Como el director del GAE normalmente trabaja desde su sede nacional, el GAE opera bajo la dirección y orientación del Director Adjunto del GAE (DDEAG), un General de Brigada, quien ocupa el cargo más alto en su sede en High Wycombe.
El personal del GAE se encuentra bajo las órdenes del Jefe de Estado Mayor (COS EAG), un Coronel, que apoya al DDEAG interpretando políticas, directivas e iniciativas en los proyectos, tareas y actividades realizadas por el personal del GAE.

## Miembros
- Reino Unido (1994)[1]
- Francia (1994)[1]
- Italia (2000)[9]
- Alemania (2001)[9]
- Países Bajos (2001)[9]
- España (2002)[10]
- Bélgica (2004)[9]

### Socios
- Noruega[11]
- Suecia[11]

### Asociados
- Canadá[11]
- Estados Unidos[11]
- Polonia[11]
- Australia[11]